# Artiom Kiureguián
Artiom Kiureguián –en griego, Αρτιόμ Κιουρεγκιάν; en armenio, Արտյոմ Կյուրեղյան– (Leninakan, URSS, 9 de septiembre de 1976) es un deportista griego de origen armenio que compitió en lucha grecorromana.
Participó en los Juegos Olímpicos de Atenas 2004, obteniendo una medalla de bronce en la categoría de 55 kg. Ganó una medalla de plata en el Campeonato Europeo de Lucha de 2004.

## Palmarés internacional
| Juegos Olímpicos   | Juegos Olímpicos   | Juegos Olímpicos  | Juegos Olímpicos |
| Año                | Lugar              | Medalla           | Categoría        |
| ------------------ | ------------------ | ----------------- | ---------------- |
| 2004               | Atenas (Grecia)    | Medalla de bronce | 55 kg            |
| Campeonato Europeo |                    |                   |                  |
| Año                | Lugar              | Medalla           | Categoría        |
| 2004               | Haparanda (Suecia) | Medalla de plata  | 55 kg            |